# Legendre-polinomok
A Legendre-polinomok a Legendre-differenciálegyenlet partikuláris megoldásai. Speciális valós vagy komplex polinomok, amik ortogonális függvényrendszert alkotnak. Fontos szerepet játszanak az elméleti fizikában, különösen a kvantummechanikában és az elektrodinamikában. Adrien-Marie Legendre francia matematikus után kapták nevüket.

## Származtatás

### Ortogonális polinomok konstrukciója
Adva legyen az [a,b] intervallum, és egy rajta értelmezett {\displaystyle \varrho (x)} súlyfüggvény. A {\displaystyle P_{n}\in \mathbb {R} [X]} valós polinomsorozat ortogonális, ha teljesíti az
{\displaystyle \int \limits _{a}^{b}\varrho (x)\,P_{n}(x)\,P_{m}(x)\,{\rm {d}}x=0}
ortogonalitási relációt minden {\displaystyle m,n\in \mathbb {N} _{0}} {\displaystyle m\neq n}-re.
Az {\displaystyle I=[-1,1]} intervallum a {\displaystyle \varrho (x)=1} súlyfüggvénnyel ugyanazokat az ortogonális polinomokat adja, mint amiket a Gram-Schmidt ortogonalizáló eljárás iteratív alkalmazása a {\displaystyle (x^{n})_{n\in \mathbb {N} }} monomokra, ha még az is teljesül, hogy {\displaystyle P_{n}(1)=1}.

### Legendre-differenciálegyenlet
A {\displaystyle P_{n}(x)} Legendre-polinomok a Legendre-differenciálegyenlet megoldásai:
{\displaystyle (1-x^{2})\,f''-2x\,f'+n(n+1)\,f=0,\quad n\in \mathbb {N} _{0},}
amelynek ekvivalens alakja
{\displaystyle {\frac {\mathrm {d} }{\mathrm {d} x}}\left[(1-x^{2})\,f'(x)\right]+n(n+1)\,f(x)=0}
A differenciálegyenlet megoldásának általános alakja
{\displaystyle f(x)=A\,P_{n}(x)+B\,Q_{n}(x)}
ahol {\displaystyle P_{n}(x)} jelöli a Legendre-polinomokat, más néven az elsőfajú Legendre-függvényeket, és {\displaystyle Q_{n}(x)} a másodfajú Legendre-függvényeket, amelyek nem polinomok.

## Jellemzés
Az {\displaystyle n}-edik Legendre-polinom racionális együtthatós {\displaystyle n}-edfokú polinom. A Legendre-polinomok többféleképpen is számíthatók, és rekurzívan is előállíthatók.
Minden gyökük valós, és az I = [ − 1,1] intervallumban van. Pn(x) két gyöke között van egy gyöke Pn+1(x)-nek.
Továbbá
- {\displaystyle P_{n}(1)=1}
- {\displaystyle P_{n}(-x)=(-1)^{n}\,P_{n}(x)}
- {\displaystyle P_{2\,n+1}(0)=0}

## Teljes ortogonális rendszer
A Legendre-polinomok teljes ortogonális rendszert alkotnak a {\displaystyle \langle f,g\rangle =\int _{-1}^{1}f(x)g(x){\rm {d}}x} skalárszorzattal ellátott
{\displaystyle V:=L^{2}([-1,1];\mathbb {R} )} Hilbert-téren.
Az ortogonalitás azt jelenti, hogy
{\displaystyle \langle P_{n},P_{m}\rangle =0} minden {\displaystyle m\neq n}-re.
{\displaystyle \int \limits _{-1}^{1}P_{n}(x)P_{m}(x)\,dx\,=\,{\frac {2}{2n+1}}\delta _{nm}}, ahol {\displaystyle \delta _{nm}} a Kronecker-deltát jelöli.
A teljesség azt jelenti, hogy minden {\displaystyle f\in V} függvény végtelen sorba fejthető a Legendre-polinomok szerint:
{\displaystyle f(x)=\sum _{n=0}^{\infty }c_{n}\,P_{n}(x)}
a {\displaystyle c_{n}={\frac {2\,n+1}{2}}\,\int \limits _{-1}^{1}f(x)\,P_{n}(x)\,{\rm {d}}x} együtthatókkal.
A fizikában és a technikai irodalomban sokszor disztribúciós értelemben tekintik a teljességet:
{\displaystyle \sum _{n=0}^{\infty }{\frac {2\,n+1}{2}}\,P_{n}(x')\,P_{n}(x)=\delta (x'-x),}
ahol {\displaystyle \delta } a Dirac-deltát jelöli.

## Előállítás

### Generátorfüggvény
Minden {\displaystyle x\in \mathbb {C} }, {\displaystyle z\in \mathbb {C} }, {\displaystyle |z|<1}-re
{\displaystyle (1-2xz+z^{2})^{-1/2}=\sum _{n=0}^{\infty }P_{n}(x)z^{n}\ .}
Itt a jobb oldali hatványsor konvergenciasugara 1.
Mindezek miatt a {\displaystyle z\mapsto (1-2xz+z^{2})^{-1/2}} függvényt a {\displaystyle P_{n}} Legendre-polinomok generátorfüggvénye.

### Rodrigues-formula
{\displaystyle P_{n}(x)={\frac {1}{2^{n}\,n!}}\cdot {\mathrm {d} ^{n} \over \mathrm {d} x^{n}}\left[(x^{2}-1)^{n}\right]}

### Egy alternatív képlet
{\displaystyle P_{n}(x)={\frac {(2n)!}{2^{n}(n!)^{2}}}\left[x^{n}-{\frac {n(n-1)}{2\cdot (2n-1)}}x^{n-2}+{\frac {n(n-1)(n-2)(n-3)}{2\cdot 4\cdot (2n-1)(2n-3)}}x^{n-4}\mp \cdots \right]}

### Előállítás integrálként
Minden {\displaystyle x\in \mathbb {C} \setminus \{+1,-1\}}-re
{\displaystyle P_{n}(x)={\frac {1}{\pi }}\int _{0}^{\pi }\left[x+{\sqrt {x^{2}-1}}\cos \varphi \right]^{n}\,\mathrm {d} \varphi }

### Rekurziók
A Legendre-polinomokra teljesülnek a következő rekurziók:
{\displaystyle (n+1)P_{n+1}(x)=(2n+1)xP_{n}(x)-nP_{n-1}(x)\,\,\,\,\,\quad \quad (n=1,2,\ldots )}
{\displaystyle (x^{2}-1){\mathrm {d}  \over \mathrm {d} x}P_{n}(x)=nxP_{n}(x)-nP_{n-1}(x)}
Az első rekurzió n'=n+1 helyettesítéssel a következő alakba megy át:
{\displaystyle nP_{n}(x)=(2n-1)xP_{n-1}(x)-(n-1)P_{n-2}(x)\,\,\,\,\,\quad \quad (n=2,3,\ldots )}
Differenciálással
{\displaystyle y'=nx^{n-1}=nx^{-1}y}, illetve
{\displaystyle y^{(m)}=(n-m+1)x^{-1}y^{(m-1)}}
Így adódik az a rekurzió, amely magába foglalja a Legendre-polinomok deriváltjait is:
{\displaystyle (n-m)P_{n}^{(m)}(x)=(2n-1)xP_{n-1}^{(m)}(x)-(n-1+m)P_{n-2}^{(m)}(x)\,\,\,\,\,\quad \quad (n,m=0,1,\ldots )}
A kezdeti feltételek
{\displaystyle P_{m}^{(m)}(x)={(2m)! \over 2^{m}m!}} és {\displaystyle P_{m+1}^{(m)}(x)={(2m+1)! \over 2^{m}m!}} .
{\displaystyle m=0}-re ismét a fenti képlet adódik kezdeti feltételekkel együtt.

### Aszimptotikus formulák
A generátorfüggvény szingularitás analíziséből a következő aszimptotikus formulákhoz juthatunk:
{\displaystyle P_{n}\left({\cos \theta }\right)\sim {\sqrt {\frac {2}{\pi n\sin \theta }}}\sin \left({\left({n+{\frac {1}{2}}}\right)\theta +{\frac {\pi }{4}}}\right),}
{\displaystyle P_{n}\left({\cosh \theta }\right)\sim {\sqrt {\frac {2}{\pi n\sinh \theta }}}\sinh \left({\left({n+{\frac {1}{2}}}\right)\theta }\right),}
amint {\displaystyle n\to +\infty }, rögzített {\displaystyle \theta >0} számra.

## Az első Legendre-polinomok

Az első néhány Legendre-polinom

Az első néhány Legendre-polinom:
{\displaystyle P_{0}(x)=1\,}
{\displaystyle P_{1}(x)=x\,}
{\displaystyle P_{2}(x)={\frac {1}{2}}(3x^{2}-1)}
{\displaystyle P_{3}(x)={\frac {1}{2}}(5x^{3}-3x)}
{\displaystyle P_{4}(x)={\frac {1}{8}}(35x^{4}-30x^{2}+3)}
{\displaystyle P_{5}(x)={\frac {1}{8}}(63x^{5}-70x^{3}+15x)}

## Másodfajú Legendre-függvények
A Legendre-polinomok rekurziós képletei a másodfajú Legendre-függvényekre is teljesülnek. Így az első Legendre-függvényből kiindulva
{\displaystyle Q_{0}(x)={\frac {1}{2}}\,\ln \left({\frac {1+x}{1-x}}\right)={\rm {artanh}}(x)}
{\displaystyle Q_{1}(x)={\frac {x}{2}}\,\ln \left({\frac {1+x}{1-x}}\right)-1=x\,{\rm {artanh}}(x)-1}
{\displaystyle Q_{2}(x)={\frac {3\,x^{2}-1}{4}}\,\ln \left({\frac {1+x}{1-x}}\right)-{\frac {3\,x}{2}}}
{\displaystyle Q_{3}(x)={\frac {5\,x^{3}-3\,x}{4}}\,\ln \left({\frac {1+x}{1-x}}\right)-{\frac {5\,x^{2}}{2}}+{\frac {2}{3}}}